# College voor de toelating van gewasbeschermingsmiddelen en biociden

Logo van het College voor de toelating van gewasbeschermingsmiddelen en biociden.

Het College voor de toelating van gewasbeschermingsmiddelen en biociden, algemeen afgekort als Ctgb, is een door de Nederlandse overheid in het leven geroepen zelfstandig bestuursorgaan dat verantwoordelijk is voor het beoordelen of biociden en gewasbeschermingsmiddelen veilig zijn voor mens, dier en milieu. Op basis van deze beoordeling neemt het Ctgb een besluit of een middel in Nederland is toegelaten. Het Ctgb is gevestigd in Ede.
Het Ctgb is ingesteld op basis van artikel 3 van de Wet gewasbeschermingsmiddelen en biociden.

## Geschiedenis
Toen na de Tweede Wereldoorlog de productie van kunstmatige, gesynthetiseerde bestrijdingsmiddelen was er in Nederland nog geen enkele vorm van regulering. In de jaren vijftig werden de schadelijke effecten van bestrijdingsmiddelen echter steeds duidelijker, waardoor een behoefte ontstond middelen te kunnen toetsen op hun gevolgen. Daarom werd in 1962 door de Nederlandse overheid de Bestrijdingsmiddelenwet aangenomen. De wet verbood het gebruik en verkoop van bestrijdingsmiddelen die niet expliciet waren toegelaten. Het College voor de Toelating van Bestrijdingsmiddelen werd middels de wet verantwoordelijk voor de toetsing van de bestrijdingsmiddelen. Het college was op dat moment verbonden aan het Ministerie van Landbouw, Natuurbeheer en Visserij. De minister was verantwoordelijk voor het voordragen, benoemen en ontslaan van de leden. In de loop der jaren ontstond de behoefte om van het college een zelfstandig orgaan te maken, waarvoor meerdere wetswijzigingen volgden. 
De vele wijzigingen aan de wet en de komst van Europese richtlijnen op het gebied van gewasbescherming en biociden zorgde ervoor dat de Bestrijdingsmiddelwet weinig overzichtelijk was in haar structuur en uitvoering. Daarom werd tot een nieuwe wet besloten. In deze wet werd het college gecontinueerd onder de naam College voor de toelating van gewasbeschermingsmiddelen en biociden . 